# Mistrzostwa Europy w Pływaniu 1997
23. Mistrzostwa Europy w Pływaniu odbyły się w Sewilli (Hiszpania), pod patronatem Europejskiej Federacji Pływackiej (LEN – Ligue Européenne de Natation). Trwały od 19 do 24 sierpnia. Oprócz zawodów pływackich na krytym basenie 50-metrowym, zawodnicy rywalizowali w skokach do wody i pływaniu synchronicznym.

## Klasyfikacja medalowa
| Klasyfikacja medalowa |                 |    |   |    |     |
| Lp.                   | Państwo         | Z  | S | B  | R-m |
| 1                     | Rosja           | 16 | 9 | 3  | 28  |
| 2                     | Niemcy          | 15 | 8 | 10 | 33  |
| 3                     | Węgry           | 4  | 1 | 2  | 7   |
| 4                     | Włochy          | 3  | 5 | 5  | 13  |
| 5                     | Holandia        | 2  | 2 | 3  | 7   |
| 6                     | Hiszpania       | 2  | 2 | 2  | 6   |
| 7                     | Irlandia        | 2  | 2 | 0  | 4   |
| 8                     | Wielka Brytania | 2  | 1 | 3  | 6   |
| 9                     | Białoruś        | 2  | 0 | 1  | 3   |
| 10                    | Francja         | 1  | 7 | 4  | 8   |
| 11                    | Szwecja         | 1  | 3 | 3  | 7   |
| 11                    | Dania           | 1  | 0 | 2  | 3   |
| 13                    | Ukraina         | 0  | 6 | 3  | 9   |
| 14                    | Słowacja        | 0  | 3 | 0  | 3   |
| 15                    | Polska          | 0  | 1 | 1  | 2   |
| 16                    | Izrael          | 0  | 1 | 0  | 1   |
| 16                    | Jugosławia      | 0  | 1 | 0  | 1   |
| 18                    | Czechy          | 0  | 0 | 3  | 3   |
| 19                    | Belgia          | 0  | 0 | 2  | 2   |
| 20                    | Austria         | 0  | 0 | 1  | 1   |
| 20                    | Finlandia       | 0  | 0 | 1  | 1   |
| 20                    | Rumunia         | 0  | 0 | 1  | 1   |

## Wyniki
- Legenda:
ER – rekord Europy

### Mężczyźni
| Konkurencja:        | Złoto:                                                                            | Czas       | Srebro:                                                                                      | Czas     | Brąz:                                                                                   | Czas     |
| Styl dowolny        |                                                                                   |            |                                                                                              |          |                                                                                         |          |
| Mężczyźni 50 m      | Aleksandr Popow · Rosja                                                           | 22,30      | Mark Foster · Wielka Brytania                                                                | 22,53    | Julien Sicot · Francja                                                                  | 22,78    |
| Mężczyźni 100 m     | Aleksandr Popow · Rosja                                                           | 49,09      | Lars Frölander · Szwecja                                                                     | 49,51    | Oleg Rychlewicz · Białoruś                                                              | 49,84    |
| Mężczyźni 200 m     | Paul Palmer · Wielka Brytania                                                     | 1:48.85    | Massimiliano Rosolino · Włochy                                                               | 1:49.02  | Béla Szabados · Węgry                                                                   | 1:49.98  |
| Mężczyźni 400 m     | Emiliano Brembilla · Włochy                                                       | 3:45.96    | Massimiliano Rosolino · Włochy                                                               | 3:48.11  | Paul Palmer · Wielka Brytania                                                           | 3:50.03  |
| Mężczyźni 1,500 m   | Emiliano Brembilla · Włochy                                                       | 14:58.65   | Ihor Snitko · Ukraina                                                                        | 15:07.85 | Denys Zawhorodnyj · Ukraina                                                             | 15:19.28 |
| Styl grzbietowy     |                                                                                   |            |                                                                                              |          |                                                                                         |          |
| Mężczyźni 100 m     | Martín López-Zubero · Hiszpania                                                   | 55.71      | Eithan Urbach · Izrael                                                                       | 55,88    | Władimir Sełkow · Rosja                                                                 | 55.97    |
| Mężczyźni 200 m     | Władimir Sełkow · Rosja                                                           | 1:59.21    | Emanuele Merisi · Włochy                                                                     | 1:59.63  | Ralf Braun · Niemcy                                                                     | 1:59.91  |
| Styl klasyczny      |                                                                                   |            |                                                                                              |          |                                                                                         |          |
| Mężczyźni 100 m     | Aleksandr Gukow · Białoruś                                                        | 1:01.17    | Károly Güttler · Węgry                                                                       | 1:02.23  | Daniel Málek · Czechy                                                                   | 1:02.27  |
| Mężczyźni 200 m     | Aleksandr Gukow · Białoruś                                                        | 2:13.90    | Andriej Korniejew · Rosja                                                                    | 2:14.40  | Daniel Málek · Czechy                                                                   | 2:14.74  |
| Styl motylkowy      |                                                                                   |            |                                                                                              |          |                                                                                         |          |
| Mężczyźni 100 m     | Lars Frölander · Szwecja                                                          | 52.85      | Denys Syłantiew · Ukraina                                                                    | 53,27    | Franck Esposito · Francja                                                               | 53,28    |
| Mężczyźni 200 m     | Franck Esposito · Francja                                                         | 1:57.24    | Denys Syłantiew · Ukraina                                                                    | 1:58.48  | Stephen Parry · Wielka Brytania                                                         | 1:58.78  |
| Styl zmienny        |                                                                                   |            |                                                                                              |          |                                                                                         |          |
| Mężczyźni 200 m     | Marcel Wouda · Holandia                                                           | 2:00.77    | Xavier Marchand · Francja                                                                    | 2:01.08  | Jani Sievinen · Finlandia                                                               | 2:02.12  |
| Mężczyźni 400 m     | Marcel Wouda · Holandia                                                           | 4:15.38    | Frederik Hviid · Hiszpania                                                                   | 4:19.68  | Robert Seibt · Niemcy                                                                   | 4:20.43  |
| Styl dowolny        |                                                                                   |            |                                                                                              |          |                                                                                         |          |
| Mężczyźni 4 × 100 m | Aleksandr Popow · Roman Jegorow · Denis Pimankow · Władimir Pysznienko · Rosja    | 3:16.85 ER | Alexander Lüderitz · Steffen Zesner · Christian Tröger · Torsten Spanneberg · Niemcy         | 3:18.33  | Bram van Haandel · Martijn Zuijdweg · Mark Veens · Pieter van den Hoogenband · Holandia | 3:20.82  |
| Mężczyźni 4 × 200 m | Paul Palmer · Andrew Clayton · Gavin Meadows · James Saltero · Wielka Brytania    | 7:17.56    | Pieter van den Hoogenband · Mark van der Zijden · Martijn Zuijdweg · Marcel Wouda · Holandia | 7:17.84  | Lars Conrad · Christian Keller · Stefan Pohl · Steffen Zesner · Niemcy                  | 7:18.86  |
| Styl zmienny        |                                                                                   |            |                                                                                              |          |                                                                                         |          |
| Mężczyźni 4 × 100 m | Władimir Sełkow · Andriej Korniejew · Władisław Kulikow · Aleksandr Popow · Rosja | 3:39.67    | Ralf Braun · Jens Kruppa · Thomas Rupprath · Christian Tröger · Niemcy                       | 3:41.47  | Mariusz Siembida · Marek Krawczyk · Marcin Kaczmarek · Bartosz Kizierowski · Polska     | 3:42.90  |

## Otwarty akwen

### Rezultaty
| Konkurencja:    | Złoto:                     | Srebro:                                                 | Brąz:                 |
| Mężczyźni 5 km  | Alieksiej Akatijew · Rosja | Jewgienij Bezruczenko · Rosja                           | Luca Baldini · Włochy |
| Mężczyźni 25 km | Alieksiej Akatijew · Rosja | Christof Wandratsch · Niemcy · Stéphane Lecat · Francja |                       |

### Kobiety
| Konkurencja:      | Złoto:                                                                        | Czas       | Srebro:                                                                                | Czas    | Brąz:                                                                                      | Czas    |
| Styl dowolny      |                                                                               |            |                                                                                        |         |                                                                                            |         |
| Kobiety 50 m      | Natalija Meszczerjakowa · Rosja                                               | 25.31      | Sandra Völker · Niemcy                                                                 | 25.43   | Therese Alshammar · Szwecja                                                                | 25.78   |
| Kobiety 100 m     | Sandra Völker · Niemcy                                                        | 55.38      | Martina Moravcová · Słowacja                                                           | 55.46   | Antje Buschschulte · Niemcy                                                                | 55.50   |
| Kobiety 200 m     | Michelle de Bruin · Irlandia                                                  | 1:59.93    | Nadieżda Czemezowa · Rosja                                                             | 1:59.97 | Camelia Potec · Rumunia                                                                    | 2:00.17 |
| Kobiety 400 m     | Dagmar Hase · Niemcy                                                          | 4:09.58    | Michelle de Bruin · Irlandia                                                           | 4:10.50 | Kerstin Kielgaß · Niemcy                                                                   | 4:10.89 |
| Kobiety 800 m     | Kerstin Kielgaß · Niemcy                                                      | 8:34.41    | Carla Geurts · Holandia                                                                | 8:36.14 | Jana Henke · Niemcy                                                                        | 8:39.93 |
| Styl grzbietowy   |                                                                               |            |                                                                                        |         |                                                                                            |         |
| Kobiety 100 m     | Antje Buschschulte · Niemcy                                                   | 1:01.74    | Roxana Maracineanu · Francja                                                           | 1:01.84 | Sandra Völker · Niemcy                                                                     | 1:02.23 |
| Kobiety 200 m     | Cathleen Rund · Niemcy                                                        | 2:11.46    | Antje Buschschulte · Niemcy                                                            | 2:12.05 | Roxana Maracineanu · Francja                                                               | 2:12.05 |
| Styl klasyczny    |                                                                               |            |                                                                                        |         |                                                                                            |         |
| Kobiety 100 m     | Ágnes Kovács · Węgry                                                          | 1:08.08    | Switłana Bondarenko · Ukraina                                                          | 1:08.87 | Brigitte Becue · Belgia                                                                    | 1:09.42 |
| Kobiety 200 m     | Ágnes Kovács · Węgry                                                          | 2:24.90 ER | Alicja Pęczak · Polska                                                                 | 2:28.04 | Brigitte Becue · Belgia                                                                    | 2:28.90 |
| Styl motylkowy    |                                                                               |            |                                                                                        |         |                                                                                            |         |
| Kobiety 100 m     | Mette Jacobsen · Dania                                                        | 59.64      | Martina Moravcová · Słowacja                                                           | 59.74   | Johanna Sjöberg · Szwecja                                                                  | 1:00.07 |
| Kobiety 200 m     | María Peláez · Hiszpania                                                      | 2:10.25    | Michelle de Bruin · Irlandia                                                           | 2:10.88 | Mette Jacobsen · Dania                                                                     | 2:11.97 |
| Styl zmienny      |                                                                               |            |                                                                                        |         |                                                                                            |         |
| Kobiety 200 m     | Oksana Werewka · Rosja                                                        | 2:14.74    | Martina Moravcová · Słowacja                                                           | 2:15.02 | Jana Kłoczkowa · Ukraina                                                                   | 2:15.03 |
| Kobiety 400 m     | Michelle de Bruin · Irlandia                                                  | 4:42.08    | Jana Kłoczkowa · Ukraina                                                               | 4:43.07 | Hana Černá · Czechy                                                                        | 4:44.05 |
| Styl dowolny      |                                                                               |            |                                                                                        |         |                                                                                            |         |
| Kobiety 4 × 100 m | Katrin Meißner · Simone Osygus · Antje Buschschulte · Sandra Völker · Niemcy  | 3:41.49    | Louise Jöhncke · Josefin Lillhage · Therese Alshammar · Malin Svahnström · Szwecja     | 3:43.69 | Swietłana Leszukowa · Natalja Meszczerjakowa · Inna Jaickaja · Nadieżdza Czemezowa · Rosja | 3:44.72 |
| Kobiety 4 × 200 m | Dagmar Hase · Kristin Götz · Antje Buschschulte · Kerstin Kielgaß · Niemcy    | 8:03.59    | Louise Jöhncke · Josefin Lillhageg · Johanna Sjöber · Malin Svahnström · Szwecja       | 8:04.53 | Britt Raaby · Berit Puggaard · Mette Jacobsen · Ditte Jensen · Dania                       | 8:07.26 |
| Styl zmienny      |                                                                               |            |                                                                                        |         |                                                                                            |         |
| Kobiety 4 × 100 m | Antje Buschschulte · Sylvia Gerasch · Katrin Meißner · Sandra Völker · Niemcy | 4:07.43    | Olga Koczetkowa · Olga Landik · Swietłana Pozdiejewa · Natalija Meszczerjakowa · Rosja | 4:09.04 | Sarah Price · Jaime King · Caroline Foot · Karen Pickering · Wielka Brytania               | 4:10.31 |

## Otwarty akwen

### Rezultaty
| Konkurencja:  | Złoto:                | Srebro:                   | Brąz:                     |
| Kobiety 5 km  | Peggy Büchse · Niemcy | Valeria Casprini · Włochy | Rita Kovács · Węgry       |
| Kobiety 25 km | Rita Kovács · Węgry   | Valeria Casprini · Włochy | Edith van Dijk · Holandia |

## Skoki
| Konkurencja:             | Złoto:                                      | Srebro:                                        | Brąz:                                            |
| Skoki indywidualne       |                                             |                                                |                                                  |
| Mężczyźni 1 m Trampolina | Andreas Wels · Niemcy                       | Holger Schlepps · Niemcy                       | Rafael Álvarez · Hiszpania                       |
| Kobiety 1 m Trampolina   | Wiera Iljina · Rosja                        | Irina Laszko · Rosja                           | Dörte Lindner · Niemcy                           |
| Mężczyźni 3 m Trampolina | Dmitrij Sautin · Rosja                      | Andreas Wels · Niemcy                          | Stefan Ahrens · Niemcy                           |
| Kobiety 3 m Trampolina   | Julija Pachalina · Rosja                    | Wiera Iljina · Rosja                           | Anna Lindbergs · Szwecja                         |
| Mężczyźni 10 m Platforma | Jan Hempel · Niemcy                         | Jarosław Makohin · Ukraina                     | Heiko Meyer · Niemcy                             |
| Kobiety 10 m Platforma   | Olga Kristoforowa · Rosja                   | Annika Walter · Niemcy                         | Switłana Serbina · Ukraina                       |
| Skoki synchroniczne      |                                             |                                                |                                                  |
| Mężczyźni 3 m Trampolina | Holger Schlepps · Alexander Mesch · Niemcy  | José Luis Hidalgo · Rubén Santos · Hiszpania   | Nicola Marconi · Donald Miranda · Włochy         |
| Kobiety 3 m Trampolina   | Claudia Bockner · Conny Schmalfuss · Niemcy | Irina Laszko · Julija Pachalina · Rosja        | Julia Cruz · Dolores Sáez · Hiszpania            |
| Mężczyźni 10 m Platforma | Jan Hempel · Michael Kühne · Niemcy         | Igor Lukaszin · Aleksandr Warłamow · Rosja     | Frédéric Pierre · Gilles Emptoz-Lacote · Francja |
| Kobiety 10 m Platforma   | Ute Wetzig · Anke Piper · Niemcy            | Julie Danaux · Odile Arboles-Souchon · Francja | Marion Reiff · Anja Richter · Austria            |

## Synchronizacja

### Rezultaty
| Konkurencja: | Złoto:                                    | Srebro:                                  | Brąz:                                  |
| Solo         | Olga Sedakowa · Rosja                     | Virgine Dedieu · Francja                 | Giovanna Burlando · Włochy             |
| Dwójki       | Olga Brusnikina · Maria Kisielewa · Rosja | Virgine Dedieu · Myriam Lignot · Francja | Giada Ballan · Serena Bianchi · Włochy |
| Drużynowo    | Rosja · Rosja                             | Hiszpania · Hiszpania                    | Włochy · Włochy                        |